# 딩원장
딩원장(중국어: 丁文江, 병음: Dīng Wénjiāng; 1887년 3월 20일 – 1936년 1월 5일), 자는 짜이쥔으로, 특히 중화민국에서 활동했던 중국의 수필가, 지질학자, 작가였다. 그는 한때 사립 난카이 대학 이사회 이사이자 국립 베이징 대학 지질학과 교수였다. 당대에는 그의 이름이 V.K. 팅 또는 팅원장으로 표기되었다.

## 생애

### 어린 시절
딩원장은 장쑤성 타이싱시의 부유한 가정에서 태어났다. 그는 1902년에 일본으로 유학을 갔고, 나중에는 영국에서 동물학과 지질학을 전공했다. 1911년, 딩원장은 글래스고 대학교를 졸업했다. 중국으로 돌아온 후, 그는 상하이시의 난양 공학(현재 상하이 자오퉁 대학)에서 가르쳤다. 1913년, 딩원장은 공상부 광산행정국에서 지질과장이 되었고, 산시성 (산서성)과 윈난성으로 가서 지질 및 광물 탐사를 수행했다.

### 국가 지질 조사
웡원하오(웡원하오 한어병음)와 함께 딩원장은 중국의 새로운 국가 지질 조사의 설립자이기도 했으며, 요한 군나르 안데르손과 같은 외국 학자들과 긴밀히 협력하여 중국 지질학자 1세대를 훈련시켰다 (Fiskesjö와 Chen 2004; Fiskesjö 2011, Shen 2014). 1921년, 딩원장은 베이퍄오 광업 회사의 총경리가 되었고, 중국 지질학회를 설립했다. 그는 학회의 부회장을 지냈고, "중국 고생물학"의 편집장을 맡았다.
1923년, 딩원장은 논문 "신화와 과학"을 발표하며 장쥔마이와 과학과 철학에 대해 논쟁했고, "과학은 인간 철학과 무관하다"는 견해에 맞서 싸웠다 (이것이 속했던 주요 논쟁에 대해서는 Furth 1970 참조).

### 소장
1925년, 딩원장은 상하이 상무국장으로 임명되었다. 그는 장쑤성 정부를 대표하여 상하이의 외국 대표들과 협상했다. 그들은 1926년 8월 1일에 "중국에 의한 상하이 사법권 회수를 위한 임시 규정"에 서명했다. 1931년, 딩원장은 베이징 대학 지질학 교수가 되었다. 웡원하오 및 쩡스잉과 함께 그는 "중화민국 신지리 지도"와 "중국성 지도"를 편집하고 출판했다. 1934년 6월, 딩원장은 중앙연구원의 수석 직원이 되었다. 1936년 후난성의 탄광을 탐사하던 중, 그는 일산화 탄소에 중독되었다. 푸쓰녠이 베이징에서 그를 돌보러 왔다. 1월 5일, 딩원장은 창사시의 샹야 병원에서 사망했다. 그의 유언에 따라 그는 위에루산에 묻혔다.

### 저술가
딩원장은 동물학 교과서를 저술했다. 그의 지질 탐사 자료는 "딩원장 선생의 지질 조사 보고서"로 편집되어 1947년에 출판되었다. 딩원장은 또한 이족의 문자를 체계적으로 연구한 최초의 중국 학자였다 (Fiskesjö 2011 참조). 후스는 "딩원장 전기"를 썼고, 그를 "가장 유럽화된 중국인이자 가장 과학적인 중국인"이라고 평했다. (후스: 딩원장). 사망 당시, 그는 고대 중국의 고고학에 대한 종합적인 책을 집필 중이었다.